# Borów (województwo świętokrzyskie)
Borów – wieś sołecka w Polsce położona w województwie świętokrzyskim, w powiecie jędrzejowskim, w gminie Jędrzejów.
W latach 1975–1998 miejscowość administracyjnie należała do województwa kieleckiego.
Wieś nazywana także Potok Borów albo Zaborowiec, szczególnie przez lokalną społeczność i mieszkańców okolicznych wsi.

## Części wsi
| SIMC    | Nazwa       | Rodzaj  |
| ------- | ----------- | ------- |
| 0239965 | Borowiec    | kolonia |
| 0239971 | Brunonów    | kolonia |
| 1016397 | Józefów     | osada   |
| 0239959 | Kamieniec   | kolonia |
| 0239988 | Potok Złoty | kolonia |
| 0239994 | Zabłocie    | kolonia |

Powstała administracyjne przez wydzielenie południowo-zachodniej części obszaru z wsi Potok Wielki, w celu ujednoznacznienia numeracji domów.
Nazwa wsi pochodzi najprawdopodobniej od określenia południowej części wsi Potok Wielki oddzielonej sporym lasem od reszty jako Zaborowiec. Nazwa ta uległa później przekształceniu w Borów.